# Мурафа Михайло Дмитрович
Михайло Дмитрович Мурафа (нар. 10 вересня 1947, с. Бовшів, Галицький район, Станіславська область) — радянський та український художник-кераміст. Член НСХУ (1978).
Закінчив Косівське училище прикладного та декоративного мистецтва (1967). Педагоги з фаху — Г. Колос, І. Климко. Працює в галузі декоративно-прикладного мистецтва (Косівська мальована кераміка). Основні твори: «Щасливе дитинство» (1982), «А скрипка грає» (1986), «Добрий заробок» (1986), «Мелодія степу» (1999), «Осіння мелодія» (1999).